# Nipponomysis patula
Nipponomysis patula is een aasgarnalensoort uit de familie van de Mysidae. De wetenschappelijke naam van de soort is voor het eerst geldig gepubliceerd in 2003 door Fukuoka & Pinkaew.